# Trinchesia veronica
Trinchesia veronica är en snäckart som beskrevs av Addison Emery Verrill 1880. Trinchesia veronica ingår i släktet Trinchesia och familjen Tergipedidae. Inga underarter finns listade i Catalogue of Life.